# Finska pinnar

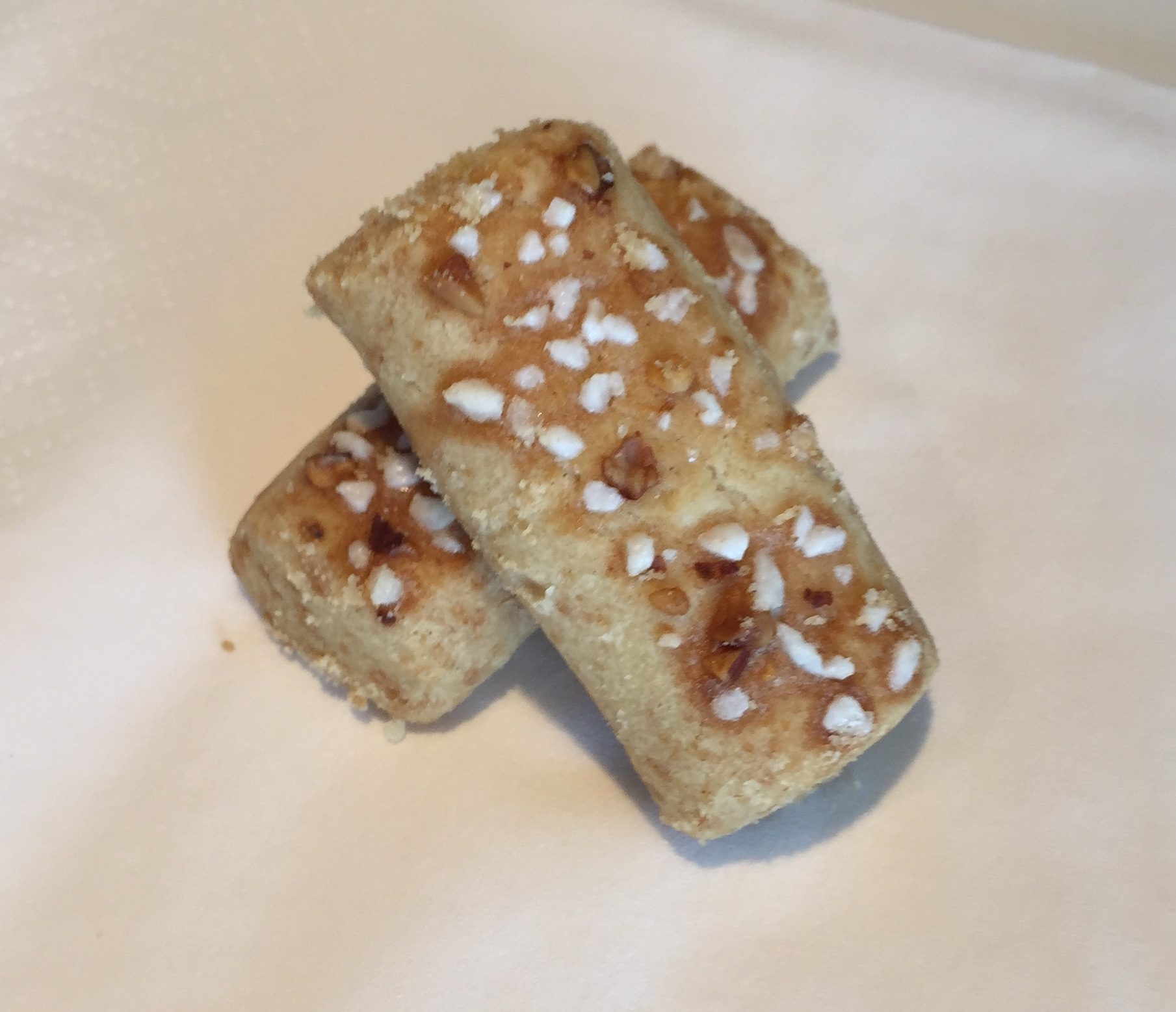
Finska pinnar

Finska pinnar är en typ av småkakor gjorda av mördeg. Kakorna formas små och avlånga som pinnar. Ovanpå kakorna läggs pärlsocker och krossad mandel. Trots namnet är bakverket ett svenskt påfund. Liknande bakverk finns dock i flera länder.  På danska kallas de för finskbrød.